# Djur som givits rättigheter likartade människor
Djur som givits rättigheter likartade människor, även kallat Non-human person (svenska Icke-mänsklig person), syftar på individer av annan arttillhörighet än människan som genom rättsförhandlingar eller lagändringar tilldömts rättigheter annars förbehållna människor.
Under 2000-talet har ett antal djur tilldömts rättigheter annars förbehållna människor, bland dessa kan nämnas orangutangen Sandra och schimpansen Cecilia.
Författningsdomstolen i Ecuador  tilldömde i början på 2022 en ullapa vid namn Estrellita rättigheter annars förbehållna människor. Författningsdomstolen konstaterade också att vilda djur är rättssubjekt och gick också så långt som att i domen fastställa vilka rättigheter vilda djur har. 
I Ojai, Kalifornien, kom ett beslut i slutet på september 2023 där så kallade grundläggande rättigheter för elefanter erkändes. Beslutet innebär i korthet att individer av familjen Elephantidae inte får utnyttjas eller utsättas för tvång av människan inom stadens gränser. Förordningen förbjuder inte bara människor från att kränka denna rätt, den anger också påföljder för brott mot förordningen.
I USA pågår 2023 två rättsfall där elefanters rätt till frihet och status som non-human persons prövas enligt principen om Habeas corpus. Denna gamla juridiska princip som också användes vid förhandlingarna kring Sandra, Cecilia och Estrellita har tidigare använts för att få människor frisläppta ur fångenskap, som i rättsfallet Somerset v Stewart(en).